# Василий (Дохторов)
Епи́скоп Васи́лий (в миру Влади́мир Ива́нович До́кторов или Дохторов или Дохтуров; 1872, Губачево, Ярославская губерния — 19 ноября 1940, Винница) — епископ Русской православной церкви, епископ Каргопольский, викарий Олонецкой епархии. Деятель иосифлянского движения.

## Биография
Родился в 1872 году в селе Губачево Угличского уезда в крестьянской семье.
В 1886 году поступил послушником в Никандрову Благовещенскую пустынь Псковской губернии, где был пострижен в монашество.
В 1902 году поступил в Казанскую духовную академию. Во время учебы был рукоположён в иеродиакона, служил в храме Казанского Спасо-Преображенского монастыря. Поскольку он не значится в списках выпускников Казанской духовной академии, можно предположить, что он учился не в самой академии, а на миссионерских курсах при ней.
В 1905 году окончил Казанскую духовную академию и направлен служить в город Семипалатинск как клирик Киргизской духовной миссии.
В 1923 году, будучи иеромонахом Пинежского монастыря в Архангельской губернии, за сопротивление обновленческому движению выслан на Алтай.
29 августа 1924 года в храме святого Иоанна Предтечи у Крестовской заставы был хиротонисан во епископа Горно-Алтайского, викария Новосибирской епархии. Однако на Алтай не поехал.
24 июля 1925 года подал прошение Патриаршему Местоблюстителю митрополиту Петру (Полянскому) о другом назначении «ввиду климатических условий… а также создавшегося невыгодного положения для моего служения в Горно-Алтайском викариатстве». В тот же день митрополит Петр наложил на это прошение резолюцию: «епископу Василию благословляется быть епископом Каргопольским, викарием Олонецкой епархии».
Не принял «Декларацию» 1927 года и не поминал за богослужением Заместителя Патриаршего Местоблюстителя митрополита Сергия (Страгородского). На допросе он говорил: «С момента выпуска митрополитом Сергием декларации я от [Ивана] Большакова стал получать письма, в которых он писал, что митр[ополит] Сергий продался большевикам, выпустил воззвание и указ о молении за власть. Предупреждал меня не входить в общение с митропол[итом] Сергием и присоединиться к митрополиту Иосифу и Ленинградскому епископу Дмитрию Любимову. При своих письмах Большаков присылал документы, написанные в защиту отхода от митрополита Сергия многих епископов и духовенства <…> Я, не зная сущности отхода, все же по присланным документам и письмам Большакова прекратил поминовение за службой митр[ополита] Сергия и поминал только Петра Крутицкого. Боясь, что за прекращение поминовения я буду лишен епархии, я и хотел создать автокефалию с подчинением только Петру Крутицкому, то есть фактически перейти на сторону истинно-православных».
19 февраля 1928 года был отстранён от управления Каргопольским викариатством. Новое назначение от митрополита Сергия на Пинежское викариатство Архангельской епархии не принял. Как он говорил на том же допросе: «по-видимому, о моих действиях прослышал митр[ополит] Сергий и указом от управления епархии меня устранил и прислал на мое место епископа Артемия. После этого я вынужден был поехать в Ленинград»
Некоторое время епископ колебался в определении своей позиции, несколько раз служил в Александро-Невской лавре, подчинявшейся митрополиту Сергию, однако осенью 1928 года с частью духовенства и верующих Каргопольского уезда присоединился к иосифлянам. По поручению архиепископа Димитрия (Любимова) в Моисеевской церкви на Пороховых совершил около 20 тайных постригов в монашество.
В ноябре 1929 года митрополит Иосиф благословил епископа Василия на управление Каргопольским викариатством.
7 декабря 1930 года был арестован в Ленинграде по делу «Истинно-православной церкви». На допросе заявил: «видя и слыша попрание святой веры Христовой богоотступниками, решил твёрдо и согласен страдать с людьми Божьими даже до крови, готов идти ради Христа на смерть».
8 октября 1931 коллегией ОГПУ был приговорён к пяти годам заключения. Находился в Ярославском политизоляторе, а с 1933 — в Соловецком лагере. 7 декабря 1935 был освобождён, жил в городе Мариуполе под надзором НКВД.